# Rhein-Sieg-Kreis

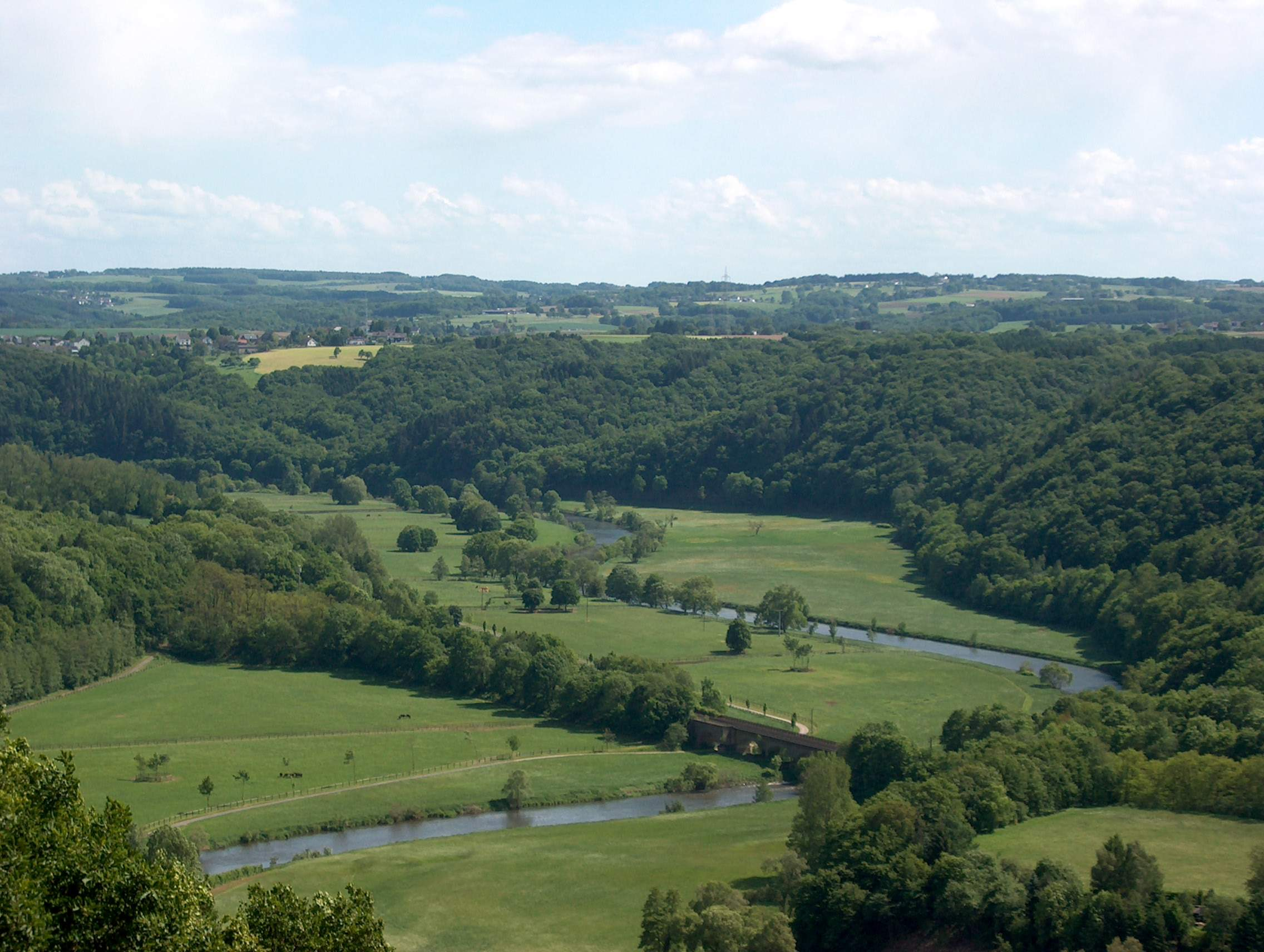
Das Siegtal

Der Rhein-Sieg-Kreis ist eine Gebietskörperschaft mit 605.441 Einwohnern (31. Dezember 2024) im Süden des Landes Nordrhein-Westfalen. Kreisstadt ist Siegburg, die bevölkerungsreichste Gemeinde ist die Stadt Troisdorf. Der Kreis ist in Bezug auf die Einwohnerzahl nach der Region Hannover und dem Kreis Recklinghausen der drittgrößte Landkreis Deutschlands. Der Rhein-Sieg-Kreis gehört zur Region Köln/Bonn, zur Metropolregion Rheinland und teilweise zur Metropolregion Rhein-Ruhr. Er umgibt die kreisfreie Bundesstadt Bonn fast vollständig und bildet mit ihr und dem rheinland-pfälzischen Landkreis Ahrweiler den Arbeitskreis Bonn/Rhein-Sieg/Ahrweiler. Der Kreis wird vom Rhein geteilt.

## Geographie

### Gemeinden
Der Rhein-Sieg-Kreis umfasst die nachfolgend genannten 19 Städte und Gemeinden.
| Name                   | Einwohner | Fläche in km² | Einwohner je km² | Status                         | Amtlicher Gemeinde- schlüssel |
| ---------------------- | --------- | ------------- | ---------------- | ------------------------------ | ----------------------------- |
| Alfter                 | 023.719   | 0034.77       | 0682             | kreisangehörige Gemeinde       | 05 382 004                    |
| Bad Honnef             | 025.061   | 0048.14       | 0521             | mittlere kreisangehörige Stadt | 05 382 008                    |
| Bornheim               | 048.203   | 0082.69       | 0583             | mittlere kreisangehörige Stadt | 05 382 012                    |
| Eitorf                 | 019.172   | 0069.90       | 0274             | kreisangehörige Gemeinde       | 05 382 016                    |
| Hennef (Sieg)          | 048.188   | 0105.89       | 0455             | mittlere kreisangehörige Stadt | 05 382 020                    |
| Königswinter           | 040.574   | 0076.20       | 0532             | mittlere kreisangehörige Stadt | 05 382 024                    |
| Lohmar                 | 030.992   | 0065.62       | 0472             | mittlere kreisangehörige Stadt | 05 382 028                    |
| Meckenheim             | 024.925   | 0034.84       | 0715             | mittlere kreisangehörige Stadt | 05 382 032                    |
| Much                   | 014.561   | 0078.06       | 0187             | kreisangehörige Gemeinde       | 05 382 036                    |
| Neunkirchen-Seelscheid | 020.283   | 0050.62       | 0401             | kreisangehörige Gemeinde       | 05 382 040                    |
| Niederkassel           | 038.485   | 0035.79       | 1075             | mittlere kreisangehörige Stadt | 05 382 044                    |
| Rheinbach              | 026.918   | 0069.72       | 0386             | mittlere kreisangehörige Stadt | 05 382 048                    |
| Ruppichteroth          | 010.887   | 0061.96       | 0176             | kreisangehörige Gemeinde       | 05 382 052                    |
| Sankt Augustin         | 056.521   | 0034.22       | 1652             | mittlere kreisangehörige Stadt | 05 382 056                    |
| Siegburg               | 042.445   | 0023.66       | 1794             | mittlere kreisangehörige Stadt | 05 382 060                    |
| Swisttal               | 018.580   | 0062.22       | 0299             | kreisangehörige Gemeinde       | 05 382 064                    |
| Troisdorf              | 075.901   | 0062.00       | 1224             | große kreisangehörige Stadt    | 05 382 068                    |
| Wachtberg              | 020.471   | 0049.68       | 0412             | kreisangehörige Gemeinde       | 05 382 072                    |
| Windeck                | 019.555   | 0107.22       | 0182             | kreisangehörige Gemeinde       | 05 382 076                    |
| Gesamt (19)            | 605.441   | 1153.20       | 0525             | –                              | 05 382                        |

### Nachbarkreise/-städte
Der Rhein-Sieg-Kreis grenzt, im Norden beginnend im Uhrzeigersinn, an die kreisfreie Stadt Köln, den Rheinisch-Bergischen und an den Oberbergischen Kreis (alle in Nordrhein-Westfalen), an die Landkreise Altenkirchen (Westerwald), Neuwied und Ahrweiler (alle in Rheinland-Pfalz) sowie an den Kreis Euskirchen und den Rhein-Erft-Kreis in Nordrhein-Westfalen. Die kreisfreie Bundesstadt Bonn wird fast vollständig vom Kreisgebiet umschlossen und grenzt im äußersten Süden an Rheinland-Pfalz.

### Räumliche Gliederung

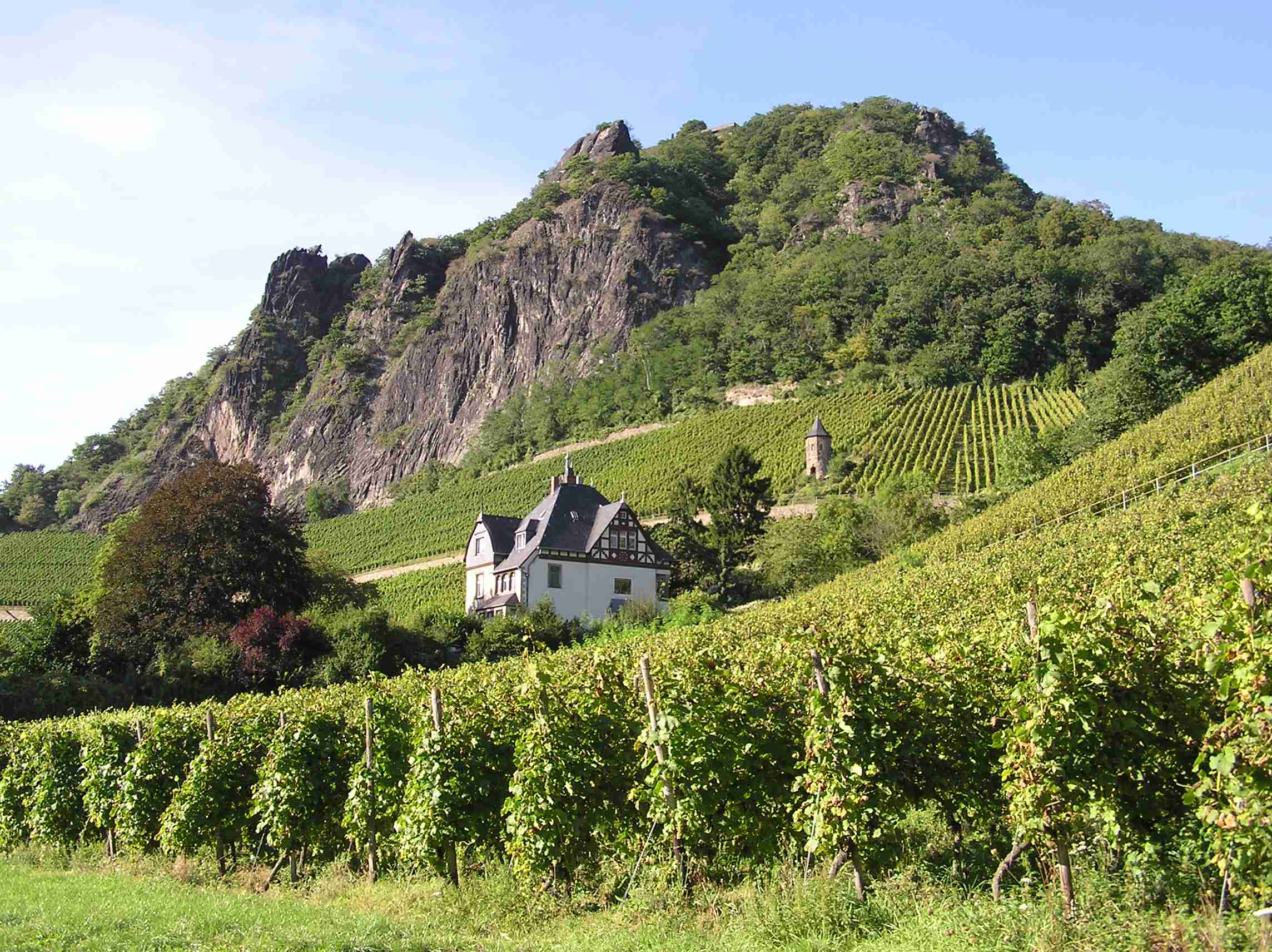
Das Weinbaugebiet im Siebengebirge, das nördlichste der alten Bundesländer

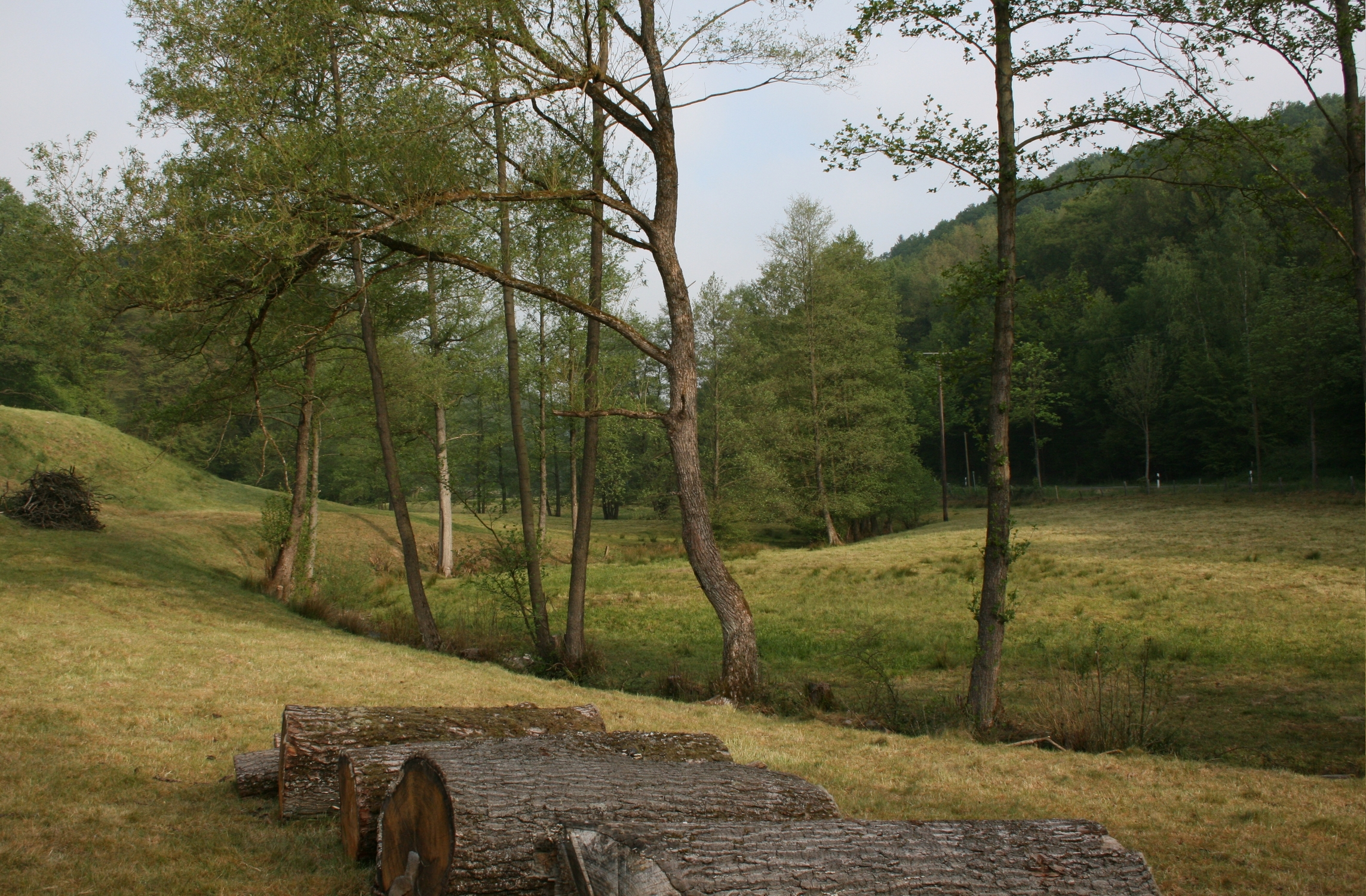
Bachlauf in Eitorf, das Ottersbachtal

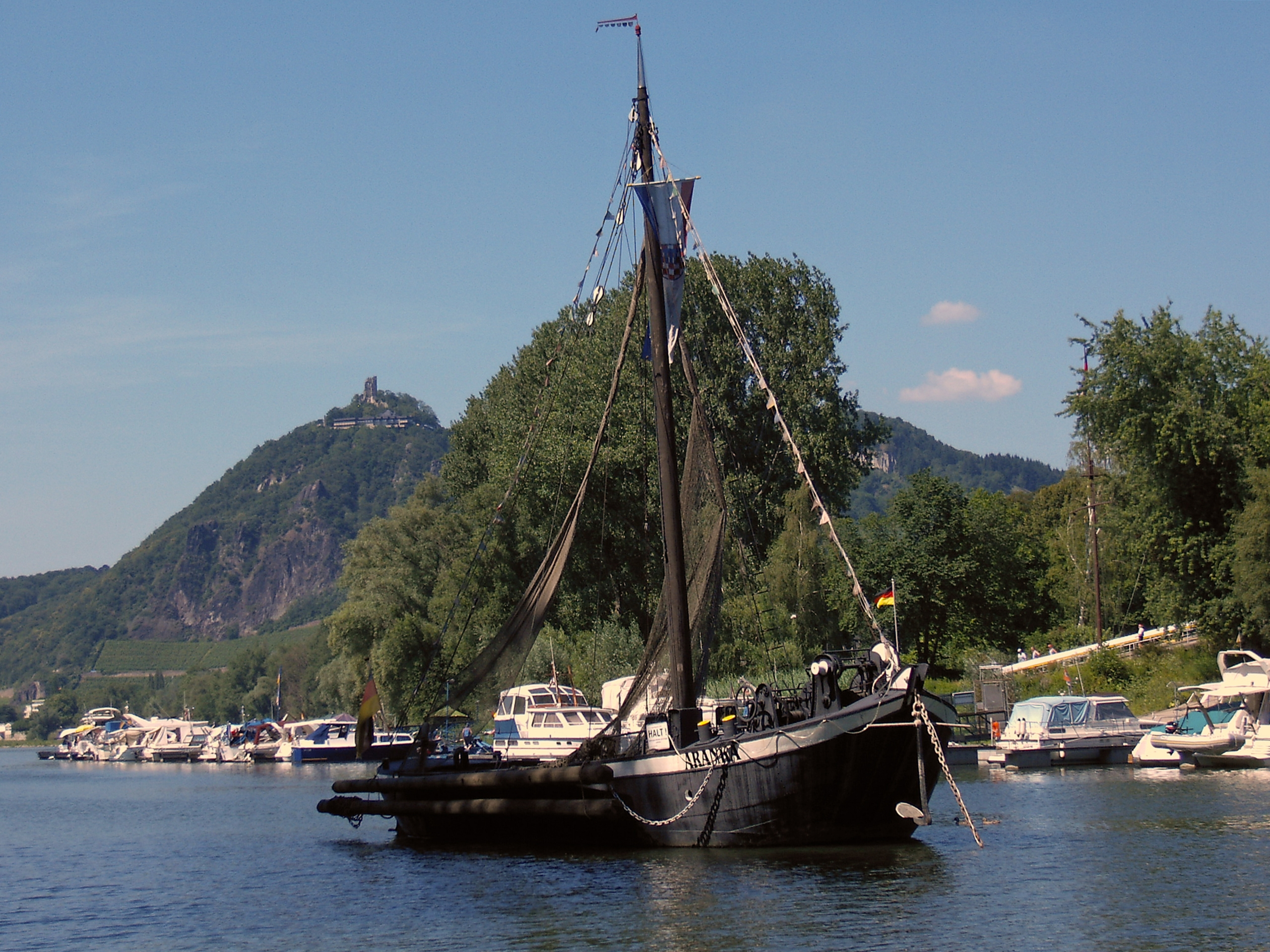
Der „Aalschokker Aranka“ auf dem Rhein zwischen Bad Honnef und Insel Grafenwerth mit Blick zum Drachenfels (Siebengebirge)

Der Rhein-Sieg-Kreis ist aus topographischer Sicht äußerst differenziert. Grund hierfür ist die Lage zwischen dem Rheinischen Schiefergebirge und der Köln-Bonner Bucht. Der Kreis hat Anteil an den Landschaftsräumen Bergisches Land, Westerwald, Siebengebirge, Eifel und Kölner Bucht.
Geprägt ist der Rhein-Sieg-Kreis daher auf der einen Seite von einer Mittelgebirgslandschaft (Siebengebirge, Drachenfelser Ländchen, Voreifel, Nutscheid, Leuscheid) und auf der anderen Seite von weiten flacheren Gebieten nahe den Flüssen Rhein und Sieg. Höchster Berg im Rhein-Sieg-Kreis ist der zum Siebengebirge gehörende Große Ölberg mit 461 Metern, der mit 43 Metern tiefste Punkt des Kreises findet sich im Niederkasseler Ortsteil Lülsdorf am Rhein. Auffällig aus topographischer Sicht sind die verschiedenen „Terrassen“ des Rheins, die im Laufe der Jahrmillionen in die Landschaft geschnitten wurden.

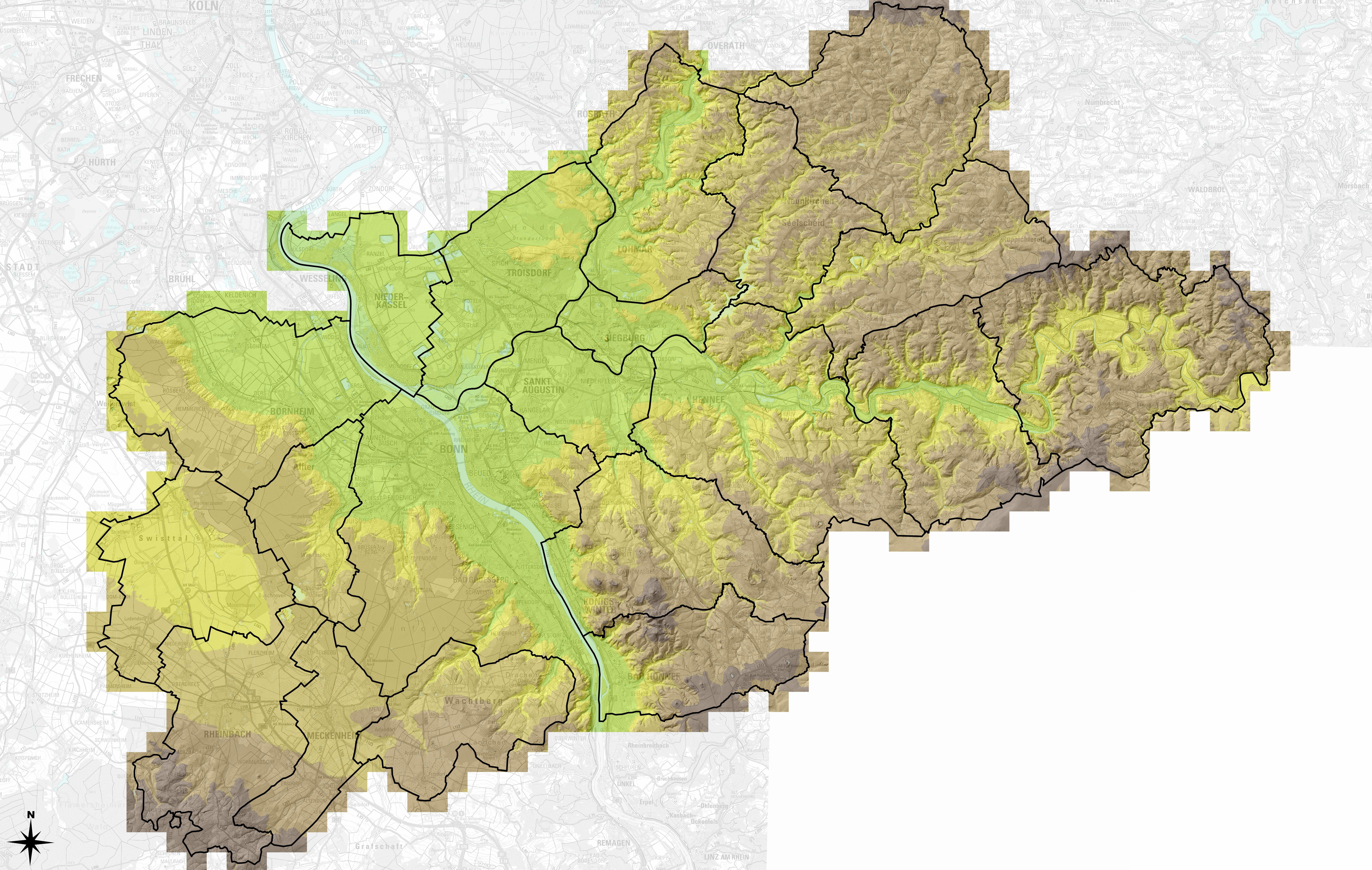
Geländemodell und Topographie des Rhein-Sieg-Kreises mit Gemeindegrenzen (zusammengestellt mit QGIS aus offenen Geodaten das Landes Nordrhein-Westfalen)

Die naturräumliche Gestalt schwankt zwischen Wiesen, Mischwäldern und Agrar- beziehungsweise Weideflächen. Die Waldfläche nimmt fast 29 Prozent des Kreisgebietes ein, die landwirtschaftliche Nutzfläche fast 43 Prozent. Kein anderer Kreis in Nordrhein-Westfalen hat mehr Obstwiesen. Dem steht eine Siedlungsfläche von gut 25 Prozent gegenüber. Weitere knapp 2 Prozent der Kreisfläche sind Wasserfläche. Ebenso vielfältig ist die sozioökonomische Struktur des Rhein-Sieg-Kreises. Nahe den Großstädten Bonn und Köln hat die Suburbanisierung die Städte wie z. B. Sankt Augustin stark anwachsen lassen und diese urbaner geprägt. Dagegen herrscht in den weiter entfernten Gemeinden wie z. B. Much eher noch „ländliche Idylle“ vor und die Gemeindestruktur ist eher ländlich.

### Naturparks
In den Rhein-Sieg-Kreis ragen die Naturparke Bergisches Land, Rheinland und Siebengebirge. Mit 551, 334 und 38 Quadratkilometern Fläche im Kreis (gesamt 921 Quadratkilometer) sind somit 32,4 Prozent des Kreises Teil eines Naturparks. 2005 standen zudem 9,3 Prozent der Kreisfläche unter Naturschutz und 55,5 Prozent unter Landschaftsschutz. Seit dem 1. Dezember 2010 beteiligte sich der Rhein-Sieg-Kreis unter dem Projektnamen „chance7 – wir fördern Heimat“ an dem Bundesförderprogramm „chance.natur: Natur- und Kulturlandschaft zwischen Siebengebirge und Sieg“, das mit Bundes-, Landes- und Kreismitteln gefördert wurde. Dabei wurden auf einer Fläche von 12.000 Hektar Biotopverbundsysteme geschaffen. Das Projekt hatte eine Laufzeit von zwölf Jahren und ein Fördervolumen von 12,5 Millionen Euro. Daneben gibt es etliche FFH-Gebiete wie die Wahner Heide, die Siegaue und z. B. Steinbrüche (Grauwacke, Basalt, Kalk).

## Geschichte

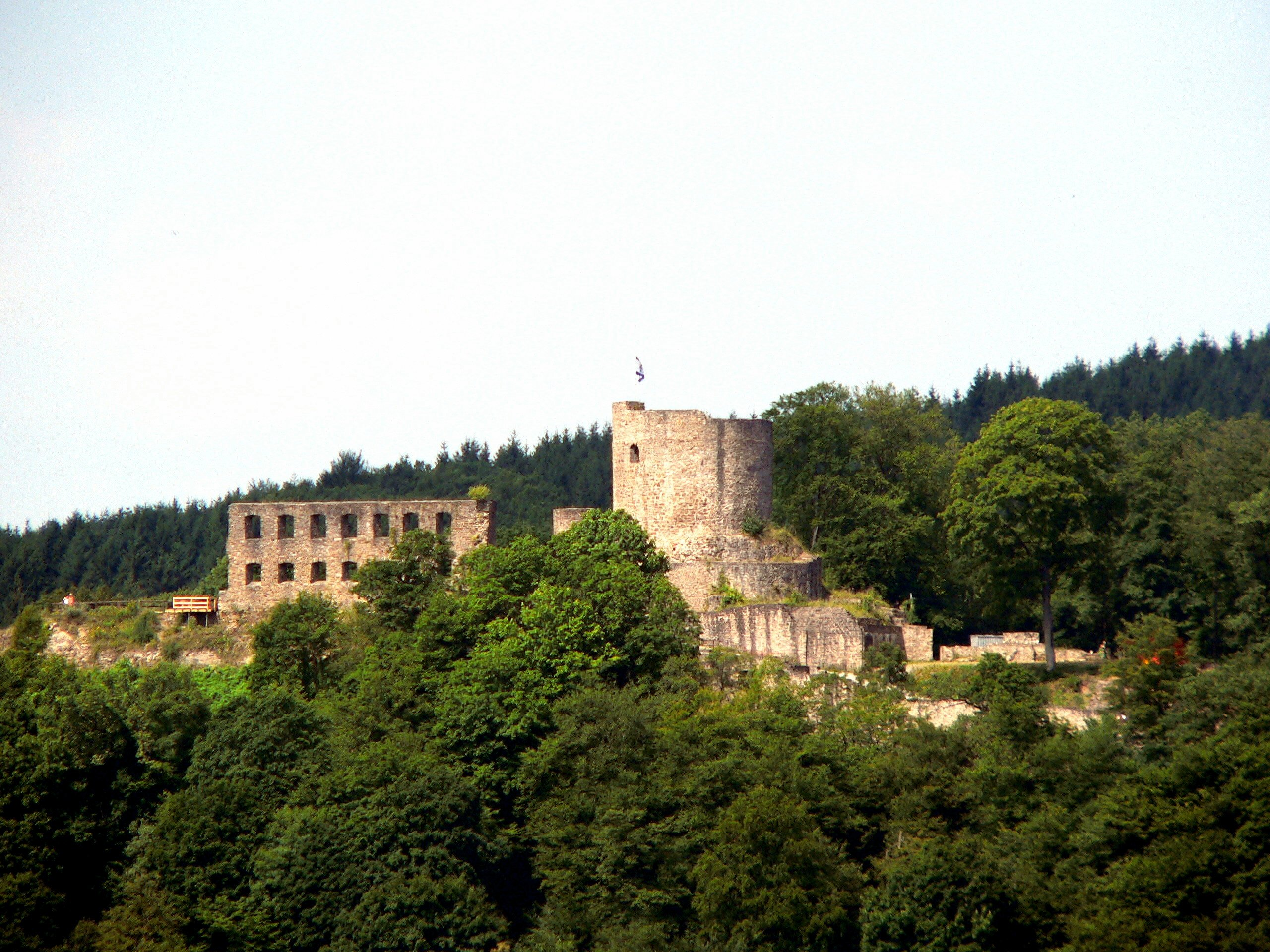
Die thüringische Burgruine Windeck, eine der vielen Burgen im Rhein-Sieg-Kreis

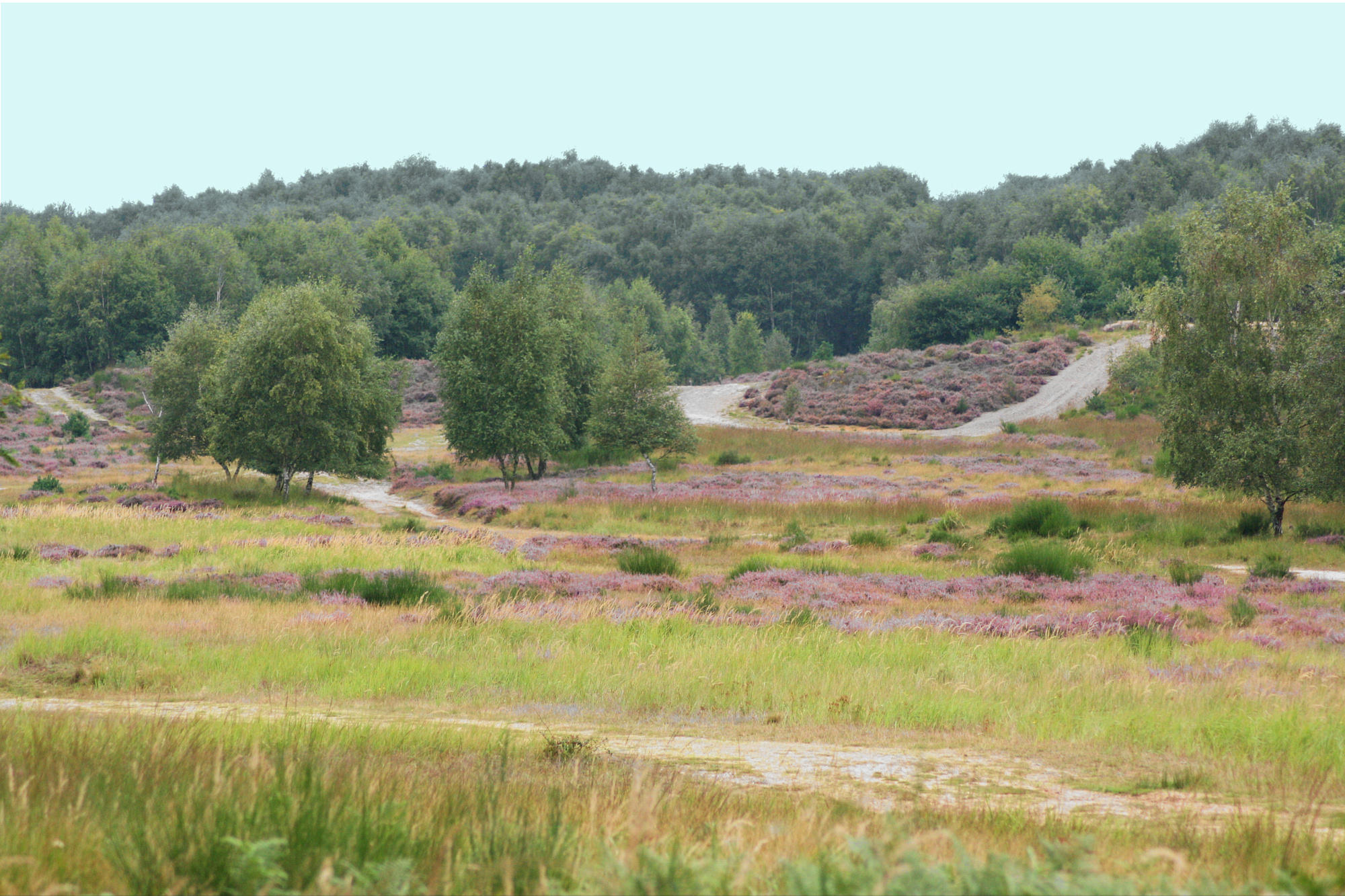
Im September blüht in der Wahner Heide die Besenheide.

### Frühgeschichte
- Durch die Römer wurde Gallien erobert und der linksseitige Rhein gegen die freien Germanen rechts des Rheins befestigt. Hierbei entstand neben anderen die römische Garnisonstadt Bonn. Während die hiesigen Sugambrer durch römische Vorstöße vernichtend geschlagen wurden, siedelten sich andere germanische Stämme wie die Ubier später friedlich links des Rheines an und bekamen gegen Wehrdienste Land zugewiesen. Während der Römischen Kaiserzeit gehörte der heutige linksrheinische Teil des Rhein-Sieg-Kreises zur römischen Provinz Niedergermanien, während der rechtsrheinische Teil zum Gebiet des „freien Germaniens“ gehörte.
- Im 5. Jahrhundert wurden die Römer durch die Franken verdrängt. In dieser Zeit begann die Besiedlung des heutigen Kreisgebietes, später erfolgten die ersten Dorfgründungen und die Christianisierung.
- Im Mittelalter gehörte das heutige Kreisgebiet zunächst zum Bonngau und zum Auelgau, später zu verschiedenen Herrschaften. Linksrheinisch war das im Wesentlichen das Erzstift Köln, rechtsrheinisch die Grafen von Sayn mit den Burgen Löwenburg, Blankenberg und Windeck und vor allem die Herzöge von Berg. Daneben gab es noch zahlreiche Freiheiten für Klöster oder Freiherren, die in den einzelnen Kommunen näher erläutert sind.
- Ab 1794 wurde das linksrheinische Gebiet von Frankreich besetzt, von 1798 an gehörte der linksrheinische Teil des heutigen Kreises zum Rhein-Mosel-Département. Unter französischer Verwaltung wurden am 12. Dezember 1808 die Leibeigenschaft und am 11. Januar 1811 das Lehenswesen abgeschafft. Neben der Neueinteilung von Verwaltungsgebieten Kantone und Mairien kam es auch zur Einführung der Hausnummern und der bürgerlichen Personenstandsregister (1798 linksrheinisch, 1810 rechtsrheinisch).[7] Der rechtsrheinische Teil gehörte von 1806 an zum Großherzogtum Berg.

### 1815–1945
- Nach dem Wiener Kongress wurde das Rheinland Teil von Preußen; diese bildeten 1816, bezogen auf das heutige Gebiet des Rhein-Sieg-Kreises, zunächst die Kreise Rheinbach, Bonn, Siegburg, Uckerath und Waldbröl, die zur Provinz Jülich-Kleve-Berg und von 1822 an zur Rheinprovinz gehörten.
- 1820 wurden die Kreise Siegburg und Uckerath zum Kreis Siegburg mit Sitz in Siegburg vereinigt, 1825 in Siegkreis umbenannt.
- Am 3. Mai 1854 gründete Landrat Franz von Wülffing die Spar- und Darlehenskasse
- 1887 schied die Stadt Bonn aus dem Landkreis Bonn aus und wurde kreisfreie Stadt
- 1918 bis 1926 alliierte Besetzung des rechtsrheinischen Gebietes bis Blankenberg
- 1932 wurde der Siegkreis um das Amt Dattenfeld aus dem aufgelösten Landkreis Waldbröl und der Landkreis Bonn um einen Großteil des aufgelösten Kreises Rheinbach vergrößert
- 1945 wurde das Gebiet von Alliierten (vor allem US-amerikanischen) Streitkräften besetzt und später der britischen Besatzungszone zugeordnet.

### Seit 1945
- Im Rahmen der ersten Phase der kommunalen Neugliederung in Nordrhein-Westfalen wurde zum 1. August 1969 der bisherige Siegkreis um die neu geschaffenen Kommunen Alfter, Bornheim, Meckenheim, Rheinbach, Swisttal und Wachtberg aus dem ehemaligen Landkreis Bonn erweitert und in Rhein-Sieg-Kreis umbenannt. Der bisherige Landkreis Bonn wurde aufgelöst. Ein Teil dessen wurde mit anderen Kommunen zur neuen Stadt Bonn vereinigt, der Rest – wie beschrieben – in den Rhein-Sieg-Kreis eingegliedert. Nach dem Gesetzeswortlaut sollte die Reform bereits zum 1. Juli 1969 in Kraft treten. Bedingt durch eine Eilentscheidung des nordrhein-westfälischen Verfassungsgerichtshofs in Münster (geklagt hatten der Landkreis Bonn, die Städte Beuel und Bad Godesberg, sowie die Gemeinden Uckerath, Wahlscheid, Oberkassel, Oberpleis, Stieldorf, Duisdorf, Lengsdorf und Witterschlick) verschob sich der Zeitpunkt des Inkrafttretens auf den 1. August 1969.[8]
- Im Rahmen der zweiten Phase der kommunalen Neugliederung in Nordrhein-Westfalen (Vorarbeiten zum späteren „Köln-Gesetz“) wurde u. a. eine Zuordnung der Kommunen Alfter, Meckenheim, Swisttal und Wachtberg zur Stadt Bonn und eine Eingliederung der Stadt Rheinbach in den Kreis Euskirchen diskutiert. Die Stadt Bornheim sollte zwischen Köln und Bonn aufgeteilt werden (etwa Roisdorf zu Bonn und Sechtem bzw. Walberberg zu Köln). Dieses Vorhaben konnte jedoch bereits im Anhörungsverfahren sowohl durch den Rhein-Sieg-Kreis, als auch durch die betroffenen Städte und Gemeinden verhindert werden.[9]

- 1974–1978: Abriss des ehemaligen Landratsamtes am Kaiser-Wilhelm-Platz in Siegburg und Bau des heutigen Kreishauses an gleicher Stelle.
- 1991: Bonn-Berlin-Beschluss des Deutschen Bundestages: Die Umzugsentscheidung des Bundestages nach Berlin hat beachtliche Auswirkungen auf den Rhein-Sieg-Kreis, da u. a. viele Kommunen neben Bonn sogenannte Hauptstadtfunktionen (beispielsweise Sitz von Botschaften und anderen Behörden) wahrnehmen.
- 1994: Bonn-Berlin-Gesetz tritt in Kraft. Dadurch wird eine Arbeitsteilung zwischen Berlin und der Region Bonn/Rhein-Sieg-Ahrweiler mit Ausgleichregelungen für den Hauptstadtverlust festgeschrieben.
- Mitte der 1990er Jahre: Bau und Errichtung der Fachhochschule Bonn-Rhein-Sieg in Rheinbach und Sankt Augustin.
- Ende der 1990er Jahre: Bau der ICE-Strecke Köln–Frankfurt sowie des neuen ICE-Bahnhofes Siegburg/Bonn.
- 1999: Umzug des Deutschen Bundestages (nach der Sommerpause) nach Berlin.

### Einwohnerstatistik

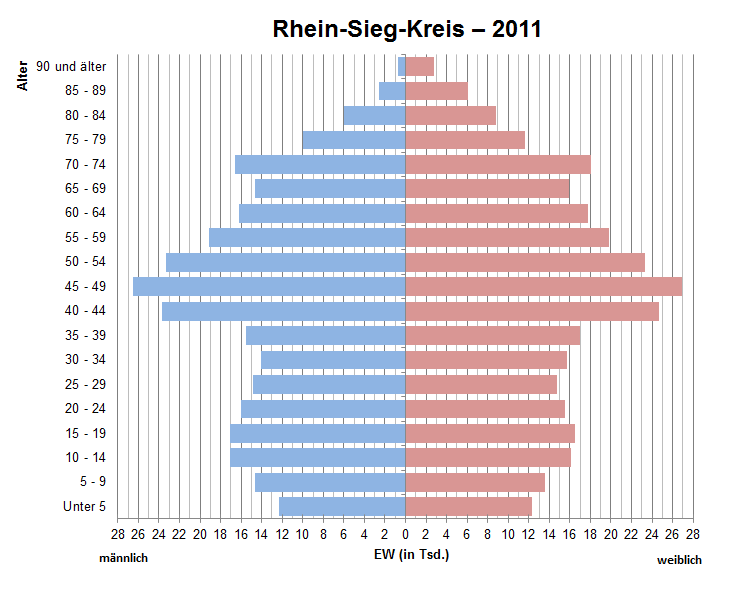
Bevölkerungspyramide für den Rhein-Sieg-Kreis (Datenquelle: Zensus 2011)

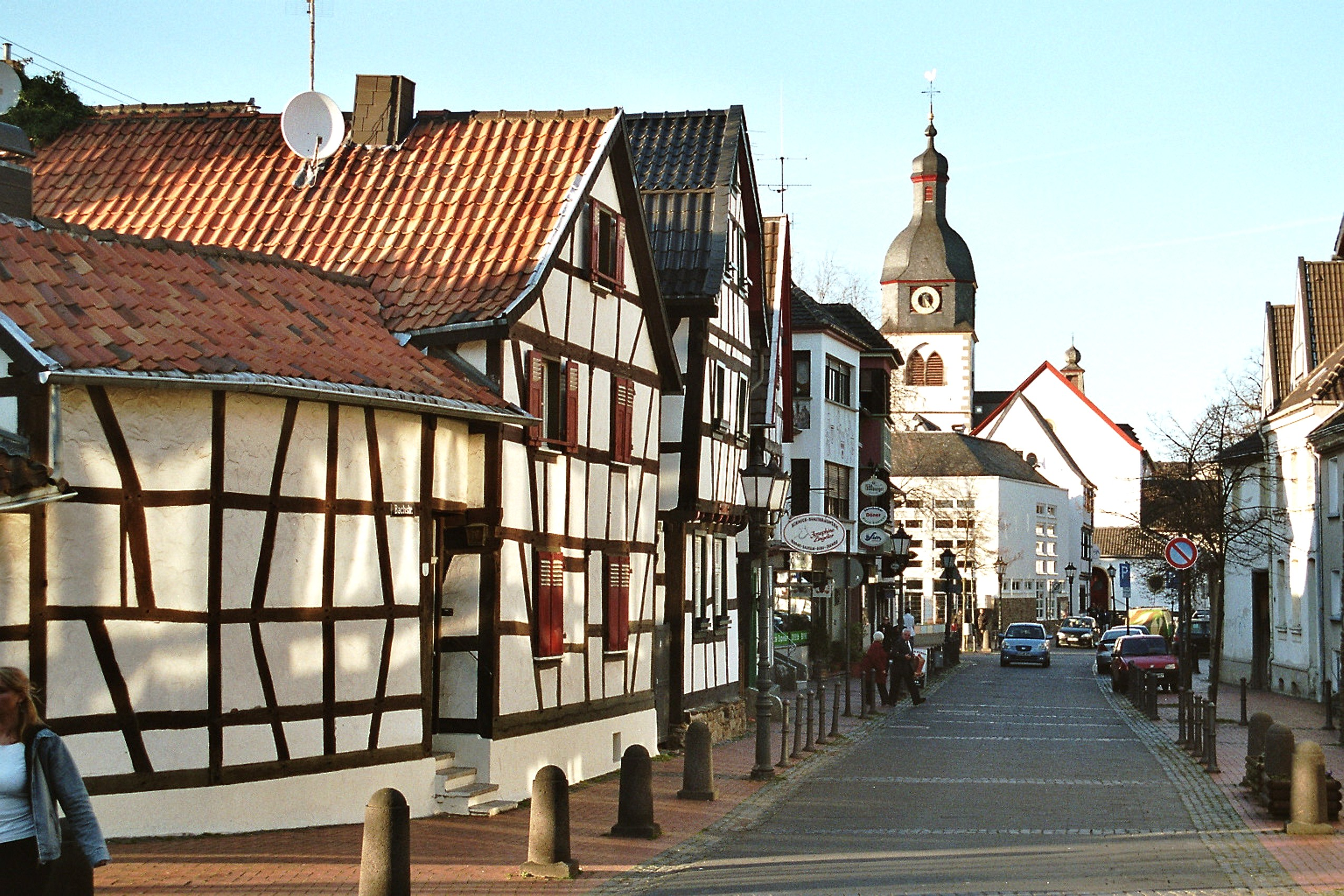
Rheinbach, Bachstraße und römisch-katholische Pfarrkirche St. Martin

| Jahr | Einwohner |
| ---- | --------- |
| 1970 | 376.800   |
| 1975 | 435.027   |
| 1980 | 463.537   |
| 1985 | 479.330   |
| 1990 | 504.274   |
| 1995 | 546.670   |
| 2000 | 576.993   |
| 2005 | 597.857   |
| 2010 | 598.736   |
| 2015 | 596.213   |
| 2020 | 600.375   |

### Konfessionsstatistik
Gemäß Zensus 2011 waren 46,2 % der Bevölkerung katholisch, 23,0 % evangelisch, und 30,8 % gehörten anderen oder keiner öffentlich-rechtlichen Religionsgemeinschaft an. Der Anteil der evangelischen und katholischen Kirchenmitglieder an der Gesamtbevölkerung ist seitdem jährlich um 1 % gesunken. Gemäß dem Zensus 2022 waren 37,5 % der Einwohner katholisch, 19,2 % evangelisch, und 43,3 % waren konfessionslos, gehörten einer anderen Glaubensgemeinschaft an oder machten keine Angabe.
Laut Angaben des Erzbistums Köln lebten im Rhein-Sieg-Kreis im Jahr 2018 rund 268.500 Katholiken. Etwa 100.000 Menschen gehörten zur evangelischen Landeskirche. Mit Stand 31. Dezember 2022 gab es 242.000 Katholiken und mit Stand 31. Dezember 2023 waren es noch 233.900.
Das Kreisgebiet war von Alters her katholisch geprägt. Durch die preußische Übernahme des Herzogtums Berg kamen preußische, also meist evangelische Verwaltungsbeamte ins Gebiet, nach Ende des Zweiten Weltkriegs auch viele protestantische Heimatvertriebene. Mit den Gastarbeitern kamen Muslime und griechisch-orthodoxe, durch osteuropäische Aussiedler russisch-orthodoxe Gläubige in größerer Anzahl in das Kreisgebiet.

## Politik

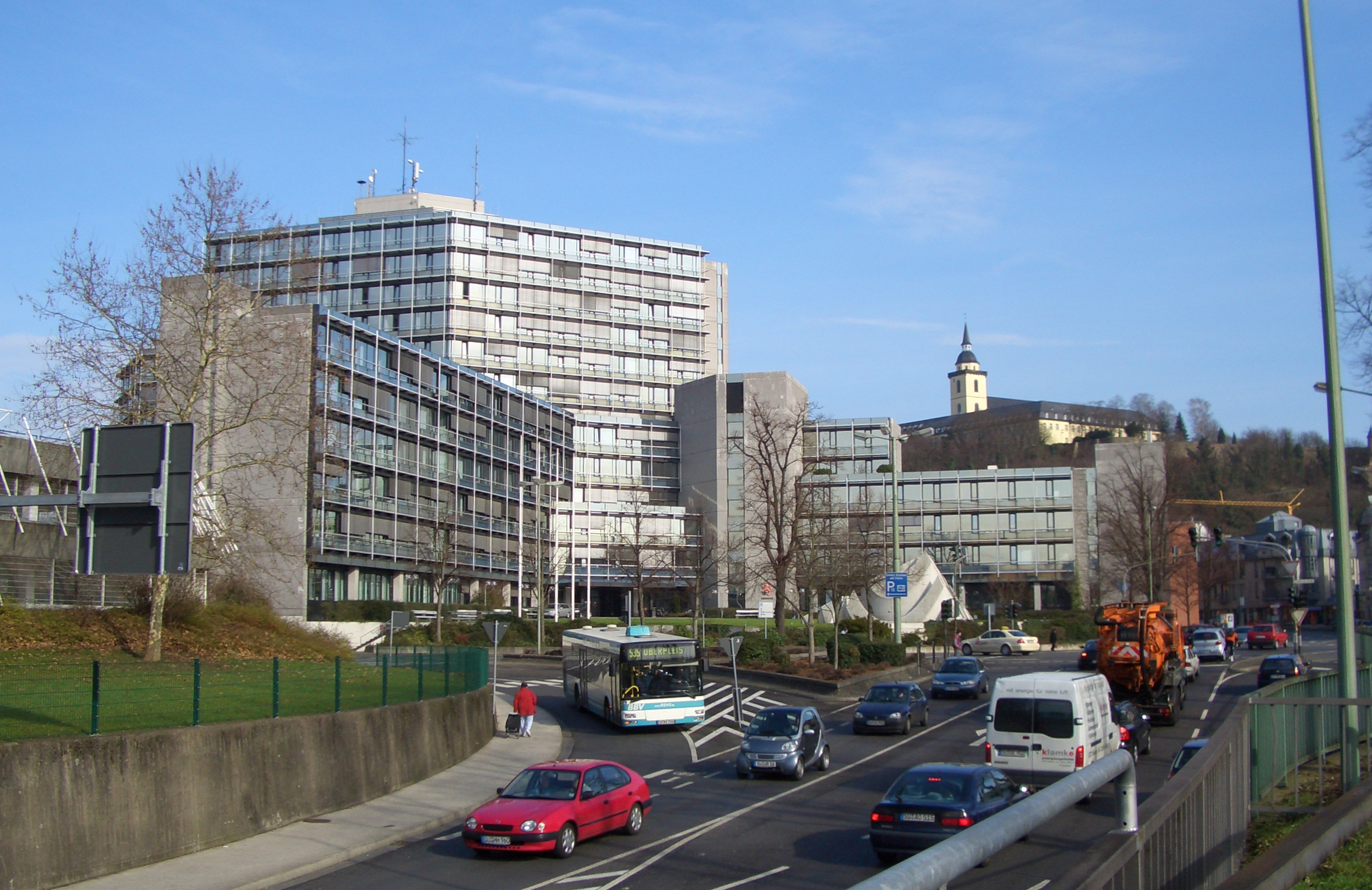
Das Kreishaus am Kaiser-Wilhelm-Platz in Siegburg

Für die Bundestagswahlen ist der Rhein-Sieg-Kreis in die Wahlkreise 097 und 098 aufgeteilt, direkt gewählte Abgeordnete aus diesen sind derzeit Elisabeth Winkelmeier-Becker und Norbert Röttgen (beide CDU). Bei der Bundestagswahl 2021 wurden über die Landeslisten zudem Sebastian Hartmann (SPD), Nicole Westig (FDP) und Roger Beckamp (AfD) Mitglied des Deutschen Bundestages.
Für die Landtagswahlen in Nordrhein-Westfalen wurden zur Wahl 2022 die Wahlkreise im Rhein-Sieg-Kreis neu eingeteilt, seitdem gibt es die folgenden fünf Wahlkreise:
- Rhein-Sieg-Kreis I (25) – direkt gewählt: Björn Franken (CDU)
- Rhein-Sieg-Kreis II (26) – direkt gewählt: Jonathan Grunwald (CDU)
- Rhein-Sieg-Kreis III – Euskirchen III (27) – direkt gewählt: Oliver Krauß (CDU)
- Rhein-Sieg-Kreis IV (28) – direkt gewählt: Katharina Gebauer (CDU)
- Rhein-Sieg-Kreis V (29)  – direkt gewählt: Sascha Lienesch (CDU)

Über die jeweiligen Landeslisten zogen Andreas Pinkwart (FDP) und Martin Metz (Grüne) in den Landtag Nordrhein-Westfalen ein.

### (Ehrenamtliche) Landräte (zur Zeit der „Doppelspitze“)
Durch eine Gesetzesänderung der britischen Militärregierung wurde das bisherige Amt des Landrats geteilt in das Amt des Oberkreisdirektors (als Hauptverwaltungsbeamten und damit Verwaltungschef) einerseits und das Amt eines gleichsam politischen (ehrenamtlichen) Landrates als Vorsitzender des Kreistages andererseits (sogenannte Doppelspitze). Sowohl der Oberkreisdirektor als auch der Landrat wurden vom Kreistag gewählt. Erst 1994 wurde die Doppelspitze durch eine Gesetzesänderung des Landtages Nordrhein-Westfalen abgeschafft. Allerdings sah die Novelle eine Übergangszeit bis 1999 vor. Der Rhein-Sieg-Kreis machte von der entsprechenden Übergangsregelung keinen Gebrauch, sodass die Doppelspitze dort erst 1999 auslief.
- 1969–1974: Willi Lindlar (CDU)
- 1974–1999: Franz Möller (CDU)

### Oberkreisdirektoren (Hauptverwaltungsbeamte zur Zeit der „Doppelspitze“)
- 1969–1983: Paul Kieras (CDU)
- 1983–1995: Walter Kiwit (CDU)
- 1995–1999: Frithjof Kühn (CDU)

Seit dem 1. Oktober 1999 gibt es – wie vor 1946 – im (Rhein-)Sieg-Kreis keine sogenannte „Doppelspitze“ mehr. Das Amt des Oberkreisdirektors ist abgeschafft. Der Landrat ist nicht mehr ehrenamtlich, sondern hauptamtlich tätig. Außerdem wird er von den Einwohnern und nicht mehr vom Kreistag gewählt.

### Landräte (als Hauptverwaltungsbeamte)
- 1999–2014 Frithjof Kühn (CDU)
- seit 23. Juni 2014 Sebastian Schuster (CDU)

### Kreisdirektoren (allgemeine Vertreter des Hauptverwaltungsbeamten)
- 1969–1977 Norbert Bestgen
- 1977–1983 Walter Kiwit
- 1983–1991 Günter Brahm
- 1991–2007 Monika Lohr
- 2007–2020 Annerose Heinze (CDU)
- seit 2020 Svenja Udelhoven

### Kreistag
- Linke: 3
- Grüne: 19
- Piraten: 1
- SPD: 18
- FUW: 1
- FDP: 5
- CDU: 34
- Volksabstimmung: 1
- AfD: 4

Der Kreistag ist die kommunale Volksvertretung des Rhein-Sieg-Kreises. Über die Zusammensetzung des Kreistages entscheiden die stimmberechtigten Bürger alle fünf Jahre im Rahmen der Kommunalwahlen in Nordrhein-Westfalen. Die letzte Kommunalwahl fand am 13. September 2020 statt. Die nächste Kommunalwahl findet voraussichtlich 2025 statt.

### Wappen und Flagge
Der Rhein-Sieg-Kreis führt laut Hauptsatzung ein Wappen, ein Dienstsiegel und eine Flagge.
| Wappen des Rhein-Sieg-Kreises | Blasonierung: „In silbernem Schild ein blaugekrönten und blaubewehrter, zweigeschwänzter roter Löwe, der sich mit der linken Pranke auf einen silbernen Schild mit schwarzem Balkenkreuz stützt, mit der rechten ein goldenes Flammenschwert über seinem Haupte schwingt.“ |
| Wappen des Rhein-Sieg-Kreises | Wappenbegründung: Das Wappentier ist der Bergische Löwe, womit auf die ehemalige Zugehörigkeit des rechtsrheinischen Kreisgebietes zum Herzogtum Berg verwiesen wird. Das Kurkölnische Kreuz im silbernen Schild weist auf die ehemals zu Kurköln gehörigen Gebiete des Kreises hin. Das Schwert stellt das Flammenschwert des Erzengels Michael dar, womit die Abtei Michaelsberg in Siegburg symbolisiert wird. Das Wappen wurde am 26. Mai 1955 vom Innenminister des Landes Nordrhein-Westfalen verliehen. |

Flagge des Rhein-Sieg-Kreises

### Haushalt
Der Haushalt des Rhein-Sieg-Kreises liegt in Form eines Doppelhaushaltes für die Jahre 2021/2022 vor. Der Haushaltsplan umfasst im Rahmen des Ergebnisplans für das Jahr 2021 Erträge (Einnahmen) in Höhe von 798.918.963 Euro und für das Jahr 2022 von 840.744.991 Euro vor. Aufwendungen (Ausgaben) sieht der Kreishaushalt von 818.973.504 Euro (Jahr 2021) bzw. 860.334.755 Euro (2022) vor. Das Haushaltssaldo beträgt 20.054.541 Euro (2021) bzw. 19.589.764 Euro (2022). Somit übersteigen in den vorgenannten Jahren Aufwendungen die Erträge.

## Verwaltung
Die Kreispolizeibehörde des Rhein-Sieg-Kreises ist für die rechtsrheinischen Kommunen bis auf Königswinter und Bad Honnef zuständig. Diese und die linksrheinischen Kommunen fallen in die Zuständigkeit des Polizeipräsidiums Bonn. Weitere Zuständigkeiten liegen bei der Autobahnpolizei des Polizeipräsidiums Köln und der Bundespolizei im Bereich der Bahngelände.
Die obere Gerichtsbarkeit liegt beim Landgericht Bonn mit den Amtsgerichten Bonn, Königswinter, Rheinbach, Siegburg und Waldbröl für das Kreisgebiet.

### Regionale Kooperation
Mit Bonn und dem Landkreis Ahrweiler kooperiert der Rhein-Sieg-Kreis im Regionalen Arbeitskreis Entwicklung, Planung und Verkehr Bonn/Rhein-Sieg/Ahrweiler. Darüber hinaus zählt der Rhein-Sieg-Kreis zur Region Köln/Bonn, einem regionalen Zusammenschluss in Form eines eingetragenen Vereins.

## Wirtschaft und Infrastruktur

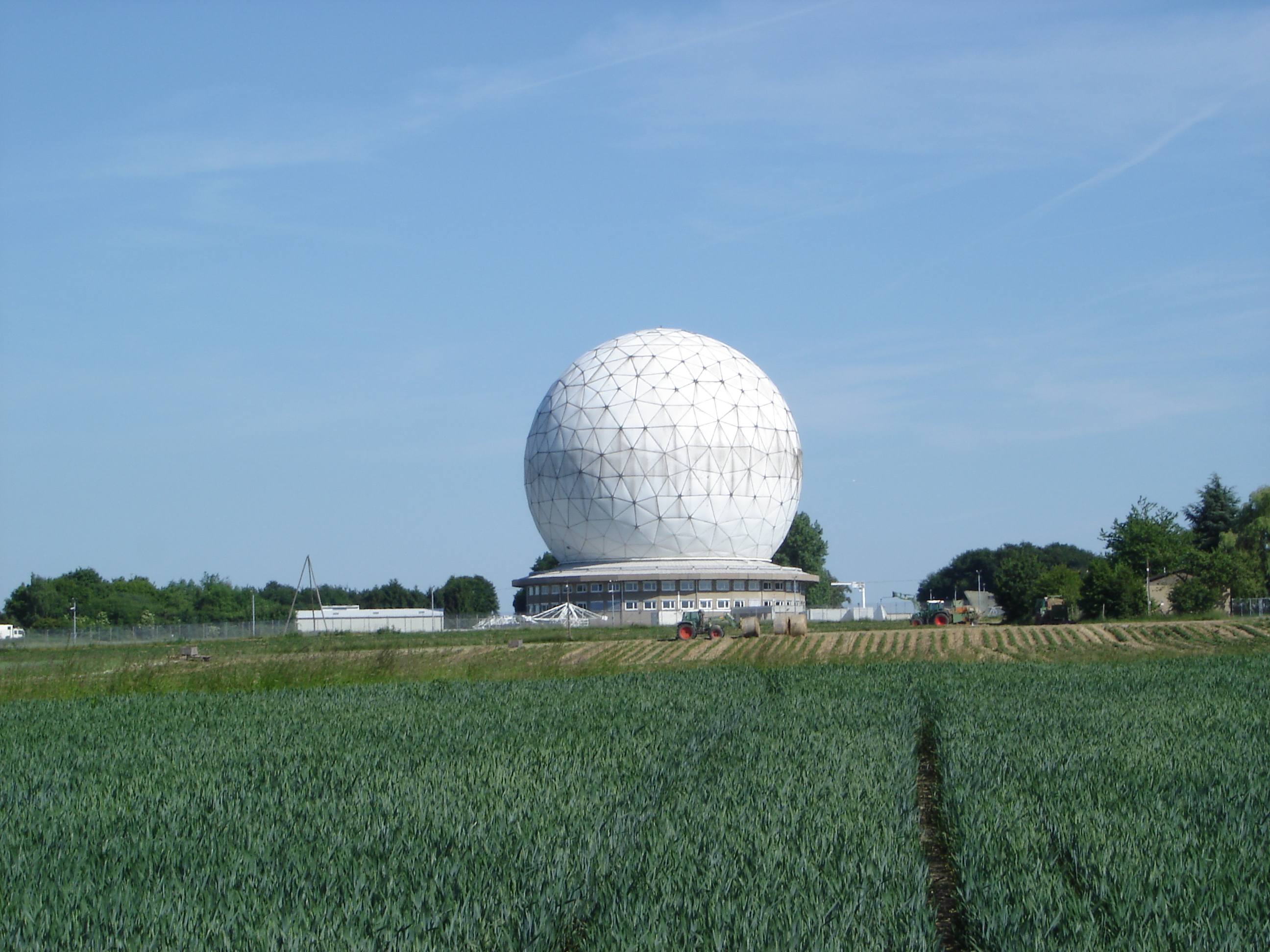
Das Radom Wachtberg

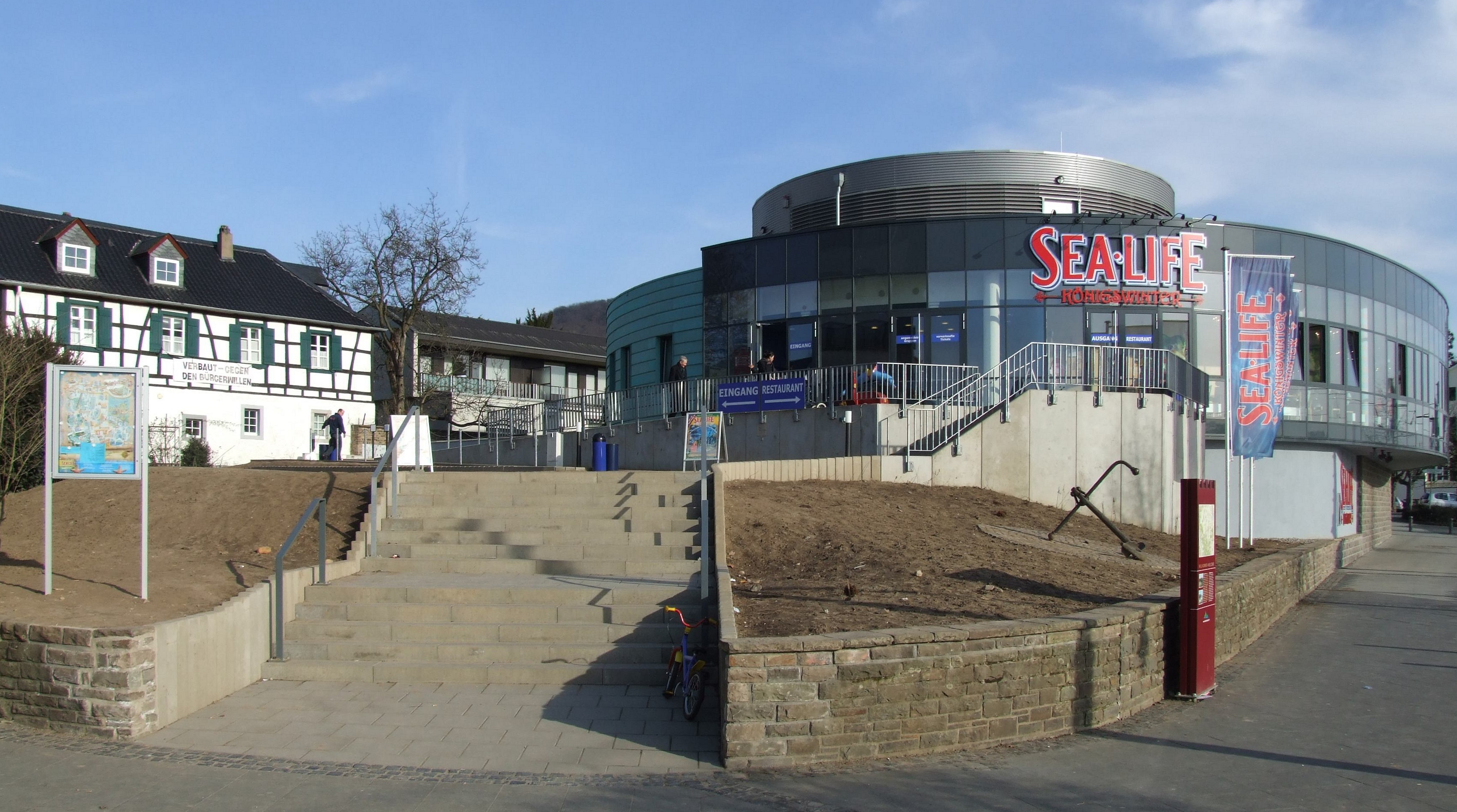
Das ehemalige Sea Life Center Königswinter (geschlossen 30. Dezember 2022)

Nachdem die Region in den 1980er-Jahren weit überdurchschnittlich gewachsen war, wurden aufgrund des Regierungsumzuges nach Berlin wirtschaftliche Einbußen befürchtet. Es stellte sich heraus, dass der Rhein-Sieg-Kreis als Wirtschaftsregion mit der heutigen Bundesstadt Bonn zusammen durch seine gute Verkehrsinfrastruktur den Strukturwandel erfolgreich bewältigt. Seit der Gründung 1969 gibt es beständig hohe Zuwachsraten bei Arbeitsplätzen und Unternehmen. Durch das hohe Fachkräftepotenzial sind viele Neugründungen und Expansionen der Wirtschaft, vornehmlich im Dienstleistungs- und Informationstechnologiebereich, zu verzeichnen. Im sogenannten Zukunftsatlas 2016 belegte der Kreis Platz 131 von 402 Landkreisen, Kommunalverbänden und kreisfreien Städten in Deutschland und zählt damit zu den Regionen mit „Zukunftschancen“.
Diese Entwicklung zeigt sich auch an der Entwicklung der Einwohnerzahlen: 2006 gab es mit ungefähr 600.000 Einwohnern ca. 100.000 mehr als 1990. Nahezu 140.000 Einwohner des Rhein-Sieg-Kreises pendeln zur Arbeit, die meisten davon nach Bonn (41.000) und Köln (27.000).
Der Rhein-Sieg-Kreis wies im Jahr 2018 einen überdurchschnittlichen Kaufkraftindex in Höhe von 106,4 Prozent des Bundesdurchschnitts (100 Prozent) auf und liegt somit ein wenig unter der Bundesstadt Bonn (112,1). Zu den kaufkräftigsten Kommunen im Rhein-Sieg-Kreis zählen Bad Honnef (127,0 Prozent), Wachtberg (124,3), Königswinter (117,8), Meckenheim (112,8) und Lohmar (110,5 Prozent). Zu den kaufkraftärmsten Kommunen gehören Windeck (87,4 Prozent), Eitorf (90,6 Prozent), Ruppichteroth (93,1 Prozent) und Troisdorf (97,1 Prozent).
Die wichtigsten Einkaufszentren des Kreises sind die Huma Shoppingwelt in Sankt Augustin und das Kaufland in Troisdorf.

### Verkehr

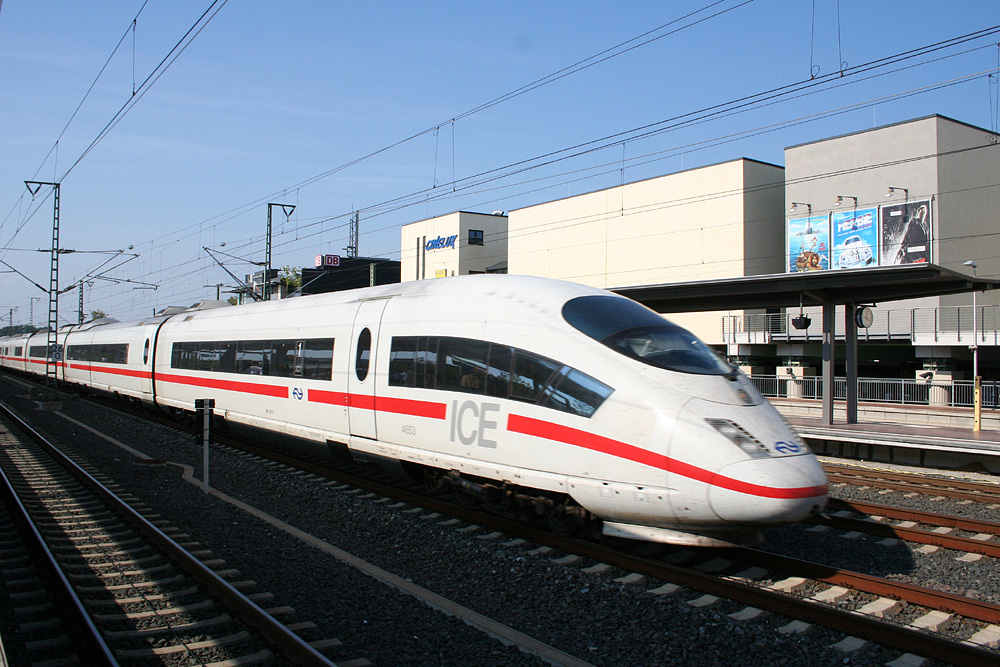
Der ICE-Bahnhof Siegburg/Bonn in Siegburg

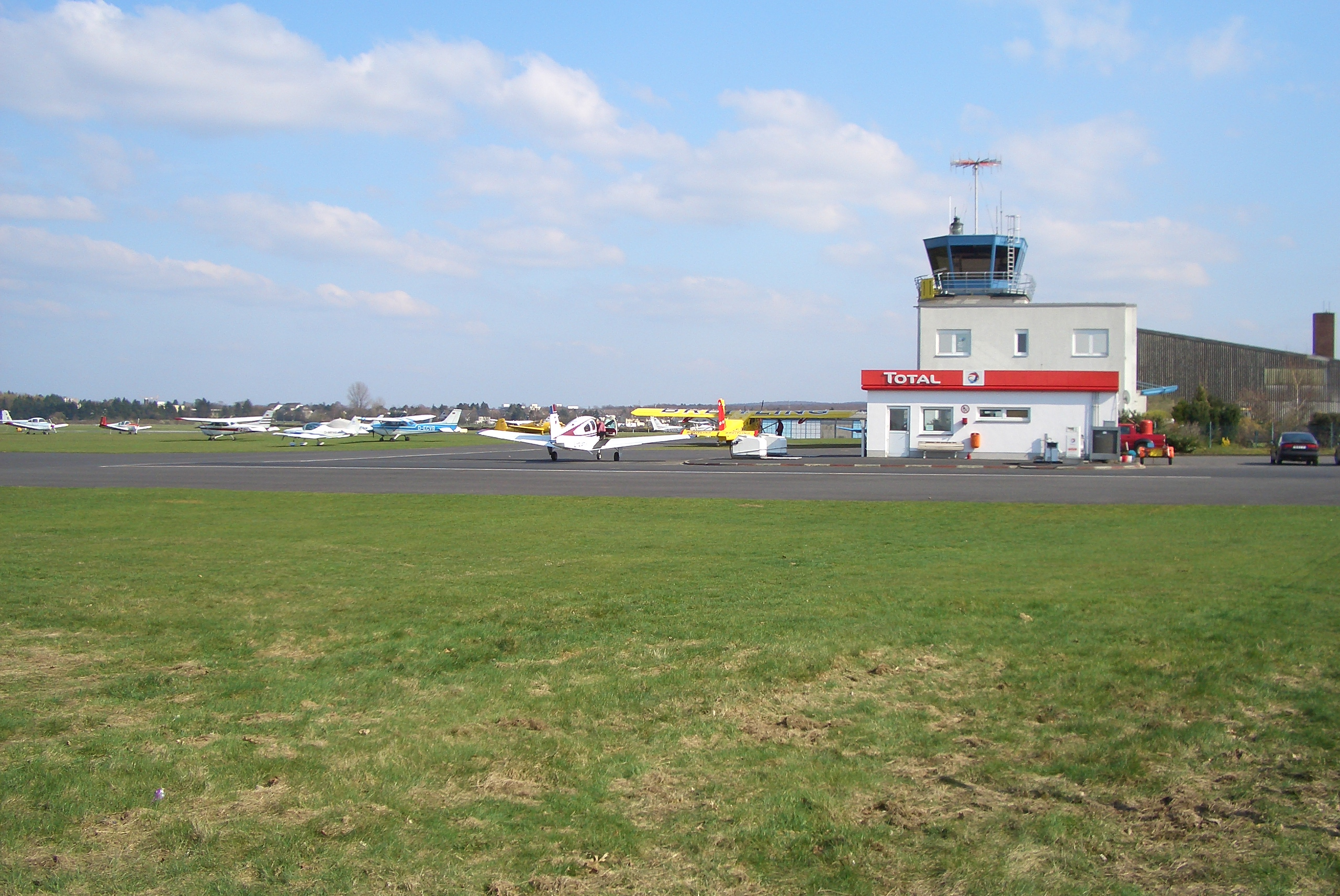
Flugplatz Hangelar

Verkehrstechnisch ist der Kreis aufgrund seiner Lage zwischen Köln und Bonn gut erschlossen. Lediglich der östliche Teil des Kreises bildet hier eine Ausnahme, da dieser sich zwischen Bergischem Land und Westerwald befindet. Durch das Kreisgebiet führen folgende Bundesautobahnen:
- A 3 Emmerich am Rhein – Neuhaus am Inn
- A 59 Duisburg – Bonn
- A 61 Nettetal – Hockenheim
- A 555 Köln – Bonn
- A 560 Sankt Augustin – Hennef
- A 565 Bonn – Meckenheim

Insgesamt existieren im Gebiet des Rhein-Sieg-Kreises ca. 81 Kilometer Bundesautobahnen, ca. 137 Kilometer Bundesstraßen, ca. 528 Kilometer Landesstraßen und ca. 257 Kilometer kreiseigene Straßen. Zum 1. Januar 2018 waren 422.600 Kraftfahrzeuge zugelassen, davon 357.167 Personenkraftwagen.
Der Kreis ist auch an Strecken der Deutschen Bahn gut angeschlossen:
- Köln – Mainz (Linke Rheinstrecke)
- Köln – Wiesbaden (Rechte Rheinstrecke)
- Köln – Frankfurt am Main (ICE-Schnellfahrstrecke Köln – Rhein/Main)
- Köln – Siegen (Siegstrecke)
- Köln – Gummersbach (Aggertalbahn)
- Bonn – Euskirchen (Voreifelbahn)
- Windeck-Au – Limburg an der Lahn (Oberwesterwaldbahn)

Durch die Siegstrecke ist auch der östliche Teil des Kreises weitgehend erschlossen.
Dazu kommen noch die folgenden Stadtbahnstrecken (Orte im Rhein-Sieg-Kreis sind fett hervorgehoben):
- Köln – Wesseling – Bornheim – Bonn (Rheinuferbahn)
- Bonn – Königswinter – Bad Honnef (Siebengebirgsbahn)
- Bonn – Sankt Augustin – Siegburg (Siegburger Bahn)
- Köln – Hürth – Brühl – Bornheim – Alfter – Bonn (Vorgebirgsbahn)

Am wichtigsten ist die Stadtbahnlinie 66 (Siegburg – Sankt Augustin – Bonn – Königswinter – Bad Honnef), die täglich 56.000 Fahrgäste befördert (siehe auch Stadtbahn Bonn).
Der Rhein-Sieg-Kreis gehört zum Tarifgebiet des Verkehrsverbundes Rhein-Sieg (VRS).
Der viertgrößte deutsche Flughafen Köln/Bonn liegt teilweise auf Kreisgebiet. Die Straßenanbindung ist über die A 59 und die Schienenanbindung über die Flughafenschleife gewährleistet. Daneben gibt es den Verkehrslandeplatz Bonn/Hangelar (Sankt Augustin) und das Segelfluggelände Eudenbach (Bad Honnef/Königswinter).
Der Rhein als schiffbare Wasserstraße hat im Kreis eine Länge von 20,0 Kilometern, ein Yachthafen liegt in Niederkassel-Mondorf.

### Hochschulen und Schulen
Im Rhein-Sieg-Kreis befinden sich die
- Hochschule Bonn-Rhein-Sieg mit Standorten in Sankt Augustin, Rheinbach und Hennef und rund 8000 Studenten.
- IU Internationale Hochschule (Fachhochschule), Standort Bad Honnef
- Alanus Hochschule für Kunst und Gesellschaft, Alfter
- Glasfachschule NRW, Standort Rheinbach
- Carl-Reuther-Berufskolleg des Rhein-Sieg-Kreises in Hennef
- Kölner Hochschule für Katholische Theologie (Sankt Augustin, seit 2021 in Köln-Lindenthal)
- Schauspielschule Siegburg (Berufsfachschule für darstellende Bühnenkunst) in Siegburg

Insgesamt wurden 2014 hier rund 14.000 Studenten gezählt.
Zum 1. Oktober 2018 wurde der Standort der Fortbildungsakademie der Finanzverwaltung des Landes Nordrhein-Westfalen (FortAFin NRW) von Bonn-Bad Godesberg nach Bad Honnef verlagert. Das Schullandheim des Rhein-Sieg-Kreises in Gemünd (Schleiden) wurde zum 31. Dezember 2015 geschlossen.

### Kultur
Das Leben und Arbeiten der Menschen im Rhein-Sieg-Kreis sowie deren Kultur wird in zahlreichen Museen gezeigt. Siehe dazu:
- Liste der Museen im Rhein-Sieg-Kreis

### Ehemaliger Bergbau
Im Jahre 1122 hatte Kaiser Heinrich V. der Abtei Siegburg eine Bergbauberechtigung erteilt. Damit war sie im Besitz mehrerer Gruben und hatte Zugriff auf alle Bodenschätze in ihrem Bereich. Bereits die Römer haben nachweisbar im Rhein-Sieg-Kreis Bergbau betrieben. Sodann hat der Erzbischof Konrad von Hochstaden um das Jahr 1250 ebenfalls Bergbau hier betrieben, um auf diese Weise Mittel für den Bau des Kölner Doms zu gewinnen. Dabei muss man wissen, dass in einer Tonne Bleiglanz etwa 300 bis 700 Gramm Silber enthalten waren. Daraus lässt sich folgern, dass die Finanzierung des Doms mit dem gewonnenen Silber für Münzen unterstützt wurde, während man das Blei direkt für den Bau des Doms, nämlich für die Verbindung von Bauteilen und die Dachbedeckung verwendete. Als man in der Mitte des 19. Jahrhunderts die Verhüttung von Zink zu industrieller Reife gebracht hatte, brach in der gesamten Region ein wahrer Zinkrausch aus. Es kam allerorten zur Gründung von Grubenbetrieben, die für lange Zeit vielen Menschen Brot und Arbeit gegeben haben. Siehe dazu:
- Liste der Erzgruben im Rhein-Sieg-Kreis

### Bodenrichtwert
Die Baulandpreise im Kreis für Wohnbebauung variieren stark zwischen der städtischen Zone und den Landgemeinden. In Siegburg sind Preise zwischen 185 und 320 Euro je Quadratmeter zu zahlen, in Windeck zwischen 28 und 55 Euro. Die gebietstypischen Werte wurden zum Stichtag 1. Januar 2015 in folgender Höhe beschlossen:
| Kommune                | Gebietstypische Bodenrichtwerte in Euro pro Quadratmeter | Gebietstypische Bodenrichtwerte in Euro pro Quadratmeter | Gebietstypische Bodenrichtwerte in Euro pro Quadratmeter |
| Kommune                | Gute Lage                                                | Mittlere Lage                                            | Einfache Lage                                            |
| ---------------------- | -------------------------------------------------------- | -------------------------------------------------------- | -------------------------------------------------------- |
| Alfter                 | 250                                                      | 235                                                      | 160                                                      |
| Bad Honnef             | 320                                                      | 260                                                      | 115                                                      |
| Bornheim               | 260                                                      | 235                                                      | 175                                                      |
| Eitorf                 | 155                                                      | 100                                                      | 055                                                      |
| Hennef (Sieg)          | 270                                                      | 150                                                      | 070                                                      |
| Königswinter           | 235                                                      | 190                                                      | 110                                                      |
| Lohmar                 | 190                                                      | 170                                                      | 100                                                      |
| Meckenheim             | 240                                                      | 195                                                      | 135                                                      |
| Much                   | 135                                                      | 090                                                      | 044                                                      |
| Neunkirchen-Seelscheid | 170                                                      | 125                                                      | 100                                                      |
| Niederkassel           | 290                                                      | 260                                                      | 210                                                      |
| Rheinbach              | 250                                                      | 190                                                      | 110                                                      |
| Ruppichteroth          | 120                                                      | 075                                                      | 050                                                      |
| Sankt Augustin         | 270                                                      | 250                                                      | 225                                                      |
| Siegburg               | 320                                                      | 235                                                      | 185                                                      |
| Swisttal               | 200                                                      | 175                                                      | 085                                                      |
| Troisdorf              | 250                                                      | 210                                                      | 175                                                      |
| Wachtberg              | 260                                                      | 205                                                      | 125                                                      |
| Windeck                | 055                                                      | 050                                                      | 028                                                      |

## Tourismus
Der Drachenfels (Siebengebirge) ist der meistbesuchte Berg Europas. Zwischen Siebengebirge und Rhein, auf dem Stadtgebiet von Königswinter und im Bad Honnefer Stadtteil Rhöndorf, liegen die einzigen gewerbsmäßig bewirtschaften Weinberge in Nordrhein-Westfalen. Durch den Rhein-Sieg-Kreis führen die Deutsche Alleenstraße, der Natursteig Sieg und der Rheinsteig. Die vier Gemeinden Much, Neunkirchen-Seelscheid, Lohmar und Ruppichteroth werden unter der Dachorganisation Naturarena Bergisches Land GmbH und dem Label „Das Bergische“ vermarktet.

## Sport
- Der TuS Winterscheid 1923 spielt in der 2. Bundesliga Nord und der Regionalliga West Rollstuhltischtennis.
- Der TSV Germania Windeck (sportliche Qualifikation für die Fußball-Regionalliga in der Saison 2010/11) und der VfL Alfter spielen in der Fußball-Mittelrheinliga.
- Die Neunkirchen Nightmares spielen Baseball in der 2. Bundesliga und Softball in der Bundesliga Nord.
- Die Troisdorf Jets spielen American Football in der 2. Bundesliga.
- Die Dragons Rhöndorf aus Bad Honnef spielen in der 2. Basketball-Bundesliga.
- Der Kanupolo-Klub Pirat Bergheim spielt in der Bundesliga.

Insgesamt zählte der Kreissportbund 2007 etwa 158.000 Mitglieder in 582 Vereinen.
2021 bewarb sich der Kreis mit den Städten Siegburg und Lohmar als Host Town für die Gestaltung eines viertägigen Programms für eine internationale Delegation der Special Olympics World Summer Games 2023 in Berlin. 2022 wurde er als Gastgeber für Special Olympics Brasilien ausgewählt. Die brasilianische Delegation bestand aus etwa 40 Personen. Außerdem wurde er mit der Stadt Bornheim als Gastgeber für Special Olympics Guinea ausgewählt und zusammen mit Troisdorf und Hennef für Special Olympics Uganda. Damit wurde er Teil des größten kommunalen Inklusionsprojekts in der Geschichte der Bundesrepublik mit mehr als 200 Host Towns.

## Bauwerke

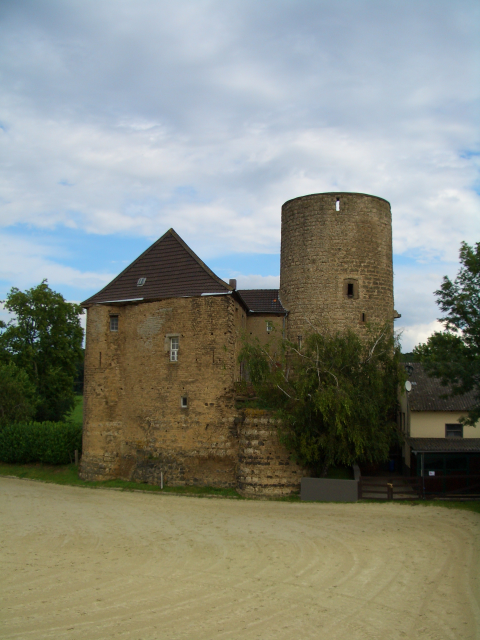
Burg Münchhausen in Wachtberg

- Liste der Klöster im Rhein-Sieg-Kreis
- Liste jüdischer Friedhöfe im Rhein-Sieg-Kreis
- Liste der Burgen und Schlösser im Rhein-Sieg-Kreis

## Kfz-Kennzeichen
Zunächst war für den Siegkreis das Kfz-Kennzeichen SB (nach der Kreisstadt Siegburg) vorgesehen. Als bekannt wurde, dass das Saarland zum 1. Januar 1957 der Bundesrepublik Deutschland beitreten wird, änderte man die Zuordnung jedoch kurzfristig zugunsten des größeren Saarbrücken (siehe Erweiterung des Systems auf das Saarland 1957). Am 1. Juli 1956 wurde dem Siegkreis daher bei der Einführung der bis heute gültigen Kfz-Kennzeichen das Unterscheidungszeichen SU zugewiesen. Es wird im Rhein-Sieg-Kreis durchgängig bis heute ausgegeben. Das Kennzeichen hat zudem einen historischen Hintergrund. Im Jahr 1820 wurden die preußischen Landkreise Siegburg (S) und Uckerath (U) zum neuen Kreis Siegburg (später Siegkreis) zusammengelegt. Damit erinnert das Kennzeichen SU noch heute an eine erste kommunale Neuordnung. Fahrzeuge, die bis 1969 im damaligen Landkreis Bonn zugelassen worden waren, weil Halter in Kommunen lebten, die früher zu diesem Landkreis gehörten und heute im Rhein-Sieg-Kreis liegen, tragen noch das Kennzeichen BN, das allerdings nicht mehr im Rhein-Sieg-Kreis vergeben wird.